# جزیره کاپاس
جزیره کاپاس یا «پولائو کاپاس» جزیره‌ای در ۶ کیلومتری ساحل ترنگانو در مالزی است. آب تمیز و بلورین، ساحل‌های شن سفید و جنگل‌های استوایی بکر از جلوه‌های این جزیره هستند. وجود صخره‌های مرجانی باعث شده شرکت‌های غواصی زیادی در جزیره موجود باشند و از آن به عنوان یکی از «بهشت‌های اسنورکلینگ» در منطقه نام برده می‌شود.
جزیره کاپاس با قایق از مارانگ قابل دسترسی است.
جزیره جمیا (پولائو جمیا) در فاصله کمی در ساحل شمال کاپاس قرار گرفته‌است.